# Kurt Gerron
Kurt Gerron född 11 maj 1897 i Berlin, Tyskland, död 28 oktober 1944, Auschwitz-Birkenau, Polen, var en tysk-judisk skådespelare och filmregissör. Gerron medverkade som skådespelare i ett 70-tal tyska filmer under 1920-talet och fram till 1933 när nazisterna tvingade bort många judiska artister från sina jobb. Han regisserade även en handfull filmer, ofta komedier. Från Tyskland flyttade Gerron till Paris, sedan Amsterdam och efter Tysklands invasion kunde han en tid fortsätta arbeta där innan han arresterades och tvingades arbeta med propagandafilm för nazisterna innan han mördades 1944.

## Filmografi i urval
- 1928 – Berlin After Dark
- 1929 – En förlorads dagbok
- 1930 – Blå ängeln
- 1930 – Kärlekstjuven
- 1930 – Kärlek och bensin (regi och skådespelare)
- 1931 – Die Marquise von Pompadour
- 1931 – Kvinnan bakom allt
- 1932 – Bättre dag för dag (regi)
- 1932 – Kärlekspensionatet (regi)
- 1933 – Amor i ledband (regi)
- 1938 - Snövit och de sju dvärgarna (regi, tysk och nederländsk dubbning, tysk röst till Trötter, Blyger och trollspegeln)[12]